# Collectif des musulmans de France
 (avril 2018).
Le Collectif des musulmans de France est une organisation formée au début des années 1990, qui se définit comme « un réseau (de musulmans, associations et mosquées) qui promeut un Islam de France respectueux, autonome et ouvert sur la société et le monde ».

## Historique
- 1992
  - Lancement du 1er congrès de la jeunesse musulmane de France à Lyon (1 200 participants) dans le cadre de l’Union des jeunes musulmans (UJM).
- 1993/94
  - 2e et 3e congrès de la jeunesse musulmane de France (2400, et 4000 participants).
- 1994
  - Organisation à Grenoble d'un rassemblement de soutien à Shéhérazade, expulsée de son école pour le port du foulard dans l'établissement.
  - Création d'un comité national de suivi des 100000 dont l'objectif était d'amener 100000 jeunes à s'inscrire sur les listes électorales pour les élections municipales de 1995.
  - Organisation d'une université d'été regroupant une trentaine de responsables associatifs pendant 4 jours. Son objectif étant de mener une réflexion sur les priorités du travail au niveau local.
  - Abandon du congrès de la jeunesse musulmane de France. La croissance constante des participants allait à l'encontre des objectifs fixés initialement (fraternisation, efficacité des interventions...).
- 1995
  - Organisation des assises de la jeunesse musulmane. Son objectif étant de former et d'orienter des cadres et responsables associatifs.
- 1996
  - Création du Collectif Régional Ile de France.
  - Participation au comité de soutien à Tariq Ramadan, interdit d'entrée en France. Organisation de conférences de soutien.
- 1997
  - Création du Collectif Régional Sud.
  - Lancement du séminaire "Rencontre avec l'Islam", assuré par Tariq Ramadan, et lancement de la dynamique Présence Musulmane, dans 4 villes de France, Suisse et de Belgique.
- 1998
  - Extension du séminaire à 4 nouvelles villes et mise en place de formation de cadres associatifs assurée par Tariq Ramadan.
- 2000
  - Colloque national en janvier sur la citoyenneté et la justice sociale à Paris
  - Participation active à la création du comité pour la libération de Mehdi Zougah emprisonné en Tunisie en août, campagne nationale.
- 2001
  - Libération en avril de Mehdi Zougah[1]
- 2003
  - Participation en août au Larzac contre l'OMC et la mondialisation avec le réseau résistance citoyenne.
  - Participation en octobre au forum social européen à St Denis.
- 2004
  - Manifestation nationale le 14 février dans plus de 14 villes par le collectif une école pour toutes et tous contre les lois d'exclusion [2].
  - Réunion Internationale en septembre des mouvements anti-guerre au Liban
  - Organisation en octobre des assises nationales du CMF
  - Participation au Forum social Européen à Londres
  - Manifestation nationale le 07 nov. contre tous les racismes à l'appel de  différentes organisations
  - Participation à l'anti G8
- 2005
  - Participation plateforme européenne (depuis 5 ans).
  - Signataire de l’Appel des indigènes de la République. Jérémy Robine, dans son étude sur la genèse du collectif des Indigènes, avance l'hypothèse que la participation à cette initiative s'inscrit dans la rivalité avec d'autres mouvements musulmans. Selon son idée, l'appel semble un bon compromis pour le CMF — qui n'est pas des plus rigoristes; ni n'appartient à la « la tendance jihadiste » — « puisque, s’il ne les fait pas entrer dans la course à l’orthodoxie religieuse, il n’en est pas moins radical, et permet en outre de promouvoir l’image d’un « islamisme » ouvert, capable de travailler avec d’autres que des militants musulmans »[3].
- 2006
  - Participation Forum Social Maghrébin
  - 2e participation Rencontre mouvement anti-guerre Liban.
- 2007
  - Participe au Forum Social des Quartiers Populaires à Saint Denis.
  - Participe au Forum social Maghrébin au Maroc

## Présidents
Le CMF est présidé depuis janvier 2011 par Nabil Ennasri.

## Bernard Godard
Selon l'ancien fonctionnaire des renseignements généraux Bernard Godard, « le collectif des musulmans de France [est] proche de Tariq Ramadan ».